# Bonzia sphagnicola
Bonzia sphagnicola är en spindeldjursart som beskrevs av Rainer Willmann 1939. Bonzia sphagnicola ingår i släktet Bonzia och familjen Cunaxidae. Inga underarter finns listade.